# Telemundo
Telemundo – amerykańska sieć telewizyjna, skierowana do hiszpańskojęzycznej publiczności. Kanał jest drugim co do wielkości producentem hiszpańskojęzycznych programów i największym hiszpańskojęzycznym kanałem w Stanach Zjednoczonych po Univision. Głównymi konkurentami stacji są Univision i Azteca America.
Stacja została stworzona przez Portorykańczyka Ángela Ramosa i uruchomiona 28 marca 1954 roku w San Juan w Portoryko. Właścicielem stacji, która swoją siedzibę ma w Miami, na Florydzie jest NBCUniversal, a jej prezesem Emilio Romano. Obecnie jej ramówkę wypełniają głównie telenowele. W 2011 roku 85% telenowel Telemundo było kręconych w Miami.

## Oferta programowa
Mimo iż kanał kojarzony jest przede wszystkim z telenowelami, emitowane są na nim także m.in. seriale animowane, talk-show czy programy informacyjne.